# Preświaciszki
Preświaciszki (biał. Прасвяцішкі; ros. Просвятишки) – wieś na Białorusi, w obwodzie witebskim, w rejonie brasławskim, w sielsowiecie Plusy.
Dawna nazwa to Prześwięciszki.

## Historia
W czasach zaborów miejscowość leżała w granicach Imperium Rosyjskiego.
W latach 1921–1945 kolonia leżała w Polsce, w województwie nowogródzkim (od 1926 w województwie wileńskim), w powiecie brasławskim, w gminie Plusy.
Według Powszechnego Spisu Ludności z 1921 roku zamieszkiwało tu 38 osób, wszystkie były wyznania rzymskokatolickiego i zadeklarowały polską przynależność narodową. Było tu 8 budynków mieszkalnych. W 1931 w 7 domach zamieszkiwały 34 osoby.
Wierni należeli do parafii rzymskokatolickiej w Plusach. Miejscowość podlegała pod Sąd Grodzki w Brasławiu i Okręgowy w Wilnie; właściwy urząd pocztowy mieścił się w Plusach.
W wyniku napaści ZSRR na Polskę we wrześniu 1939 miejscowość znalazła się pod okupacją sowiecką. Od czerwca 1941 roku pod okupacją niemiecką. W 1944 miejscowość została ponownie zajęta przez wojska sowieckie i włączona do Białoruskiej SRR.
Od 1991 w składzie niepodległej Białorusi.